# 华珍珠茅
华珍珠茅（学名：Scleria chinensis）为莎草科珍珠茅属下的一个种。

## 扩展阅读
- 維基物種上的相關：华珍珠茅